# Margarida Maria Farnese

Escut d'armes de la Dinastia Farnese.

Margarida Maria Farnese (Parma, Ducat de Parma, 1664 - Colorno, 1718) fou una noble de la família Farnese que va esdevenir duquessa consort del Ducat de Mòdena.
Va néixer el 24 de novembre de 1664 a la ciutat de Parma sent filla del duc Ranuccio II de Parma o Isabel d'Este. Fou neta per línia paterna del també duc Odoard I de Parma i Margarida de Mèdici, i per línia materna de Francesc I d'Este i Maria Caterina Farnese.
Fou germana d'Odoard Farnese, i germanastra dels ducs Francesc I i Antoni I de Parma.

## Núpcies i descendents
Es casà el 14 de juliol de 1692 a la ciutat de Parma amb Francesc II d'Este. D'aquesta unió no tingueren fills.
Establerta al ducat de Mòdena, restà vídua al cap de dos anys de matrimoni per la mala salut del duc. A la seva mort es traslladà a la ciutat de Colorno, on morí el 17 de juny de 1718.